# Louis de Hoÿm de Marien
Le Baron Louis Gabriel de Hoÿm de Marien, né le 8 septembre 1920 à Toulouse et mort le 25 juin 2007 à Théza,,, est un architecte français, pensionnaire de l'Académie de France à Rome,.

## Biographie
Il a gagné le premier grand prix de Rome en 1951 pour le projet « un centre de conférences et de congrès » et a été pensionnaire de la Villa Médicis de 1952 à 1955.
Il a participé, aux côtés de Jean Saubot, Eugène Beaudouin et Urbain Cassan, à la conception de la tour Montparnasse entre 1969 et 1972, et a établi le plan de masse du nouveau quartier Saint-Georges dans le centre-ville de Toulouse, abouti en 1976 par la création de la place Occitane.
Le cabinet Louis de Hoÿm de Marien a conçu la plus grande partie du quartier du Nouveau Villaine construit à la fin des années 1960 et dans les années 1970 à Massy.